# Nachtflug
Nachtflug («Ночной полёт») — седьмой альбом австрийского певца Фалько, выпущен 21 сентября 1992 года немецкой фирмой «EMI Electrola». Он же — последний прижизненный диск певца.
Летом 1991 года певец заключил контракт со своей новой выпускающей студией «EMI Electrola GmbH» и начал работу над новым диском с братьями Болланд. Совместно они создали музыку и тексты для восьми песен, появившихся в альбоме под номерами 1 и 3—9, музыка для остальных была написана Гаральдом Клозером. Это четвёртый и последний диск певца, над которым работали Болланды.
Впервые за 6 лет в его карьере, после диска Emotional, новый альбом достиг первого места в чартах Австрии. Он стал пятым диском в карьере артиста, достигшим вершины австрийских чартов, чего не удалось предыдущим Wiener Blut (1988) и Data de Groove (1990). Также впервые после альбома Emotional 1986 года певец провёл полноценное европейское турне в поддержку нового диска в 1993-94 г.
Отдельно были выпущены синглы: «Nachtflug», «Titanic» и «Dance Mephisto».

## Список композиций
1. «Titanic» — 3:35
2. «Monarchy Now» — 4:12
3. «Dance Mephisto» — 3:31
4. «Psychos» — 3:16
5. «S.C.A.N.D.A.L.» — 3:56
6. «Propaganda» — 3:36
7. «Yah-Vibration» — 3:33
8. «Time» — 4:07
9. «Cadillac Hotel» — 5:07
10. «Nachtflug» — 3:15

|          | Максимальные позиция | Всего недель |
| Австрия  | 1                    | 12           |
| Германия | 73                   | 3            |

| Nachtflug      | -  | -  |
| Titanic        | 3  | 47 |
| Dance Mephisto | 17 | -  |